# Орора Сентер (Јужна Дакота)
Орора Сентер (енгл. Aurora Center) насељено је место без административног статуса у америчкој савезној држави Јужна Дакота.

## Демографија
По попису из 2010. године број становника је 12, што је 5 (71,4%) становника више него 2000. године.
| Група             | 2000.      | 2010.       |
| Белци             | 7 (100,0%) | 12 (100,0%) |
| Афроамериканци    | 0 (0,0%)   | 0 (0,0%)    |
| Азијати           | 0 (0,0%)   | 0 (0,0%)    |
| Хиспаноамериканци | 0 (0,0%)   | 0 (0,0%)    |
| Укупно            | 7          | 12          |